# USS Fort Worth
La USS Fort Worth è una nave Classe Freedom, costruite da Marinette Marine.
È la prima nave a prendere il nome da Fort Worth, in Texas, la tredicesima città più grande degli Stati Uniti. Il 20 giugno 2020, la Marina degli Stati Uniti ha annunciato che avrebbe messo fuori servizio Fort Worth nel marzo 2022, precisamente l'avrebbe messa in riserva, insieme a Freedom, Independence e Coronado.
Il 18 giugno 2021, Naval News ha riferito che Fort Worth sarebbe stato disattivato nell'esercizio 2022 e inserito nell'elenco Out of Commission in Reserve (OCIR).

## Costruzione
Nel 2002, la Marina degli Stati Uniti ha avviato un programma per sviluppare la prima di una flotta di navi da combattimento costiere. La Marina inizialmente ordinò due navi monoscafo dalla Lockheed Martin, che divenne nota come le navi di classe Freedom dopo la consegna dell'unità capoclasse la USS Freedom. Le navi da combattimento costiere della US Navy, con numero dispari, sono costruite utilizzando il design del monoscafo di classe Freedom, mentre le navi con numero pari si basano su un design concorrente, la nave da combattimento litoranea di classe Independence con scafo trimarano di General Dynamics. L'ordine iniziale delle navi da combattimento costiere prevedeva un totale di quattro navi, di cui due della classe Freedom. La USS Fort Worth è la seconda nave da combattimento litoranea di classe Freedom ad essere costruita.
La USS Fort Worth include ulteriori miglioramenti della stabilità rispetto al design Freedom originale; lo specchio di poppa è stato allungato e sono stati aggiunti serbatoi di galleggiamento per aumentare il servizio di peso e migliorare la stabilità. La nave sarà inoltre dotata di sensori automatizzati per consentire la "manutenzione in base alle condizioni" e ridurre il lavoro dell'equipaggio e i problemi di affaticamento che Freedom ha avuto durante il suo primo schieramento.
Il nome della nave è stato deciso il 6 marzo 2009. Ciò è avvenuto dopo una lunga campagna di pubbliche relazioni da parte del rappresentante degli Stati Uniti Kay Granger, dell'ex vice segretario alla Difesa Gordon R. England e di altri.
La USS Fort Worth è stata costruita da Lockheed Martin presso il cantiere navale Marinette Marine a Marinette, nel Wisconsin. La sua chiglia è stata impostata in una cerimonia l'11 luglio 2009.
La nave completata all'80% è stata varata dal suo contraente il 4 dicembre 2010. La nave è stata sottoposta a prove in mare nel lago Michigan alla fine del 2011, con il completamento dei test il 24 ottobre 2011. La nave ha completato con successo le prove di accettazione, che si sono svolte sempre sul lago Michigan, il 4 maggio 2012. Gli ispettori hanno riscontrato solo dieci gravi carenze durante i processi, un miglioramento "esponenziale" rispetto alla USS Freedom.
La USS Fort Worth è stata commissionata a Galveston, in Texas, il 22 settembre 2012. È stata assegnata al Littoral Combat Ship Squadron One, Terza flotta degli Stati Uniti.
Nel novembre 2013, Fort Worth ha condotto con successo test a fuoco vivo dei suoi cannoni da 57 e 30 mm (2,2 e 1,2 pollici) contro bersagli di piccole imbarcazioni che conducevano attacchi a sciame. La USS Fort Worth si stava muovendo velocemente attraverso l'acqua ed era assistito da un elicottero MH-60R. Il sistema di controllo del fuoco della nave si è agganciato e ha sparato sulle piccole imbarcazioni di manovra in situazioni diurne e notturne con mirini ottici. L'elicottero ha fornito il puntamento radar che è stato trasmesso al sistema di controllo del fuoco della nave. La USS Fort Worth ha condotto ulteriori valutazioni delle sue tecnologie di guerra di superficie all'inizio del 2014 in scenari che coinvolgono sciami di piccole imbarcazioni, impegni con il suo cannone da 57 mm ed esercitazioni di ricerca e sequestro. Le valutazioni hanno avuto successo e hanno convalidato il pacchetto di missioni di guerra di superficie sulla nave.

## Impiego operativo

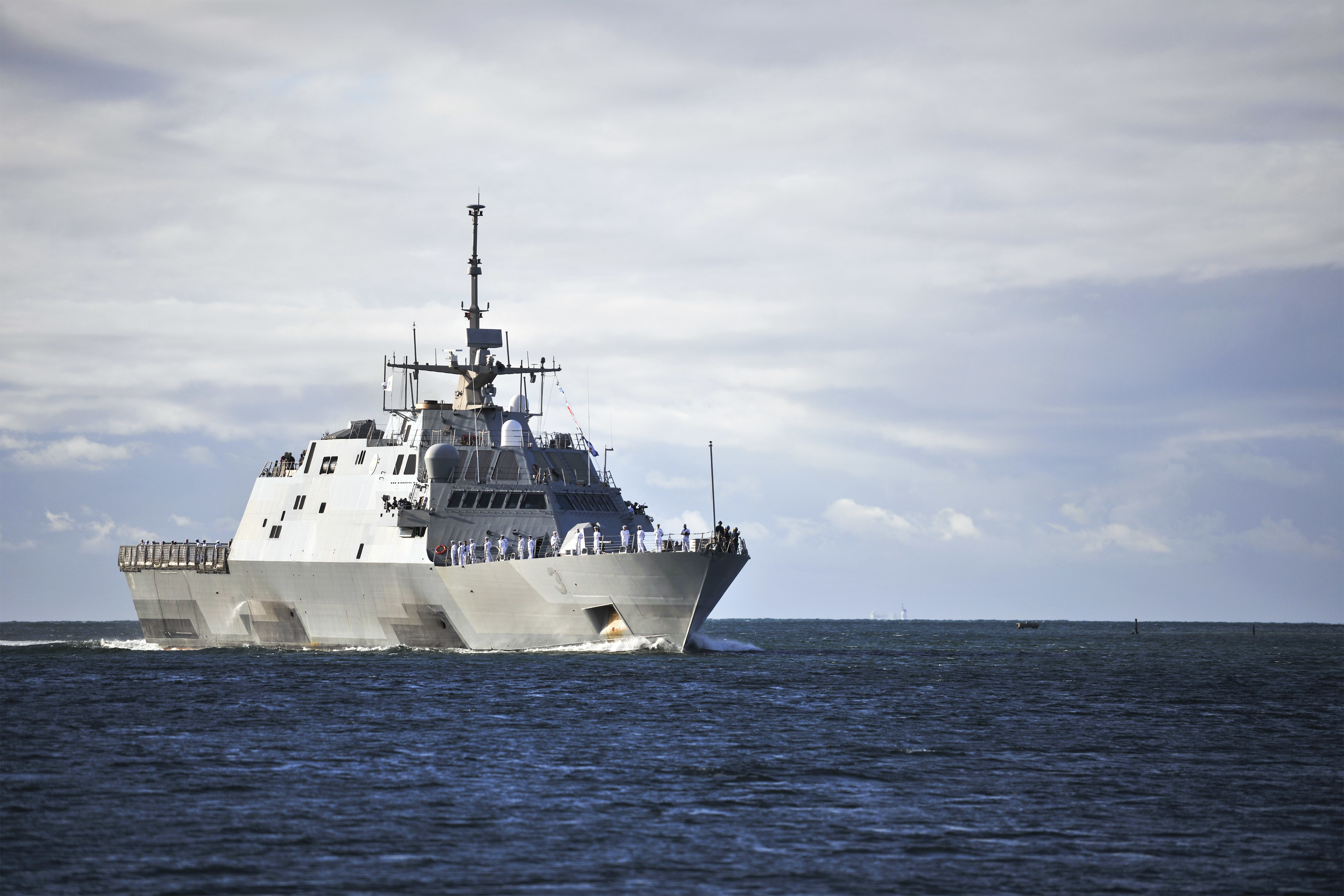
La USS Fort Worth entra a Pearl Harbor il 24 novembre 2014

Il 10 settembre 2014, il comandante della 7ª flotta degli Stati Uniti ha annunciato che Fort Worth si sarebbe schierato nella regione Asia-Pacifico nel gennaio 2015. La nave sarà utilizzata per espandere le capacità operative che non erano state incorporate dal precedente dispiegamento della USS Freedom nella regione, in particolare per quanto riguarda il pacchetto contromisure contro le mine (MCM). L'enfasi sull'MCM si basa sulle periodiche provocazioni fatte dalla Corea del Nord, che ha dispiegato mine marine intorno alla penisola che in passato hanno affondato navi sudcoreane, quindi la Marina vuole testare la missione MCM dentro e intorno alla penisola coreana. Un'altra area di interesse è utilizzare la nave per fornire un passaggio marittimo "non tradizionale" per i marines statunitensi a causa dei vincoli nel numero di navi anfibie a grande ponte disponibili per la 7ª flotta. Le prove operative effettuate da Freedom hanno anche mostrato il potenziale per migliorare il rifornimento di sollevamento verticale in acque poco profonde. Si è schierata con il pacchetto di equipaggiamento per la missione di guerra di superficie ed è stata la prima unità ad imbarcare il drone MQ-8B..
La USS Fort Worth ha lasciato la base di San Diego il 17 novembre 2014 per un dispiegamento a rotazione di 16 mesi a Singapore a sostegno del riequilibrio strategico della Marina degli Stati Uniti nel Pacifico. La nave è la prima LCS ad essere schierata con il concetto di equipaggio "3-2-1", scambiando equipaggi completamente addestrati all'incirca ogni quattro mesi. In base a questo concetto, tre equipaggi a rotazione supporteranno due navi LCS e manterranno una nave schierata. Fort Worth si schiera anche con un distaccamento dell'Helicopter Maritime Strike Squadron 35 (HSM-35) "Magicians", il primo squadrone di elicotteri di spedizione compositi della Marina degli Stati Uniti. Il distaccamento dell'aviazione sarà composto da un elicottero MH-60R Seahawk e un elicottero autonomo senza pilota Northrop Grumman MQ-8 Fire Scout. Fort Worth ha raggiunto l'area di competenza il 4 dicembre 2014. La nave dovrebbe rimanere nell'area fino a marzo 2016. Sarà il dispiegamento più lungo di una nave da guerra statunitense in 42 anni, da quando la portaerei USS Midway viaggiò per 327 giorni nel 1973. Il lungo dispiegamento serve a sottolineare le capacità logistiche della Marina e identificare potenziali problemi. Una volta completato lo schieramento, la USS Freedom prenderà il posto della nave, tornando nuovamente nell'areaNavy’s logistics capabilities and identify potential problems. Once the deployment is completed, Freedom will take the ship's place, returning to the area again..
Il 31 dicembre 2014, la USS Fort Worth è stato inviato da Singapore al Mar di Giava per prendere parte alla ricerca del volo Indonesia AirAsia 8501 che si è schiantato il 28 dicembre. Il 3 gennaio 2015 è arrivata nell'area per iniziare le ricerche a fianco del cacciatorpediniere USS Sampson su richiesta del governo indonesiano. La manovrabilità le ha permesso di condurre rapide ricerche visive e radar nell'ambiente congestionato e poco profondo. Entrambe le navi hanno concluso gli sforzi di ricerca il 15 gennaio 2015 dopo aver eseguito 650 ore di ricerca combinate. La USS Fort Worth ha fornito capacità uniche rispetto alla più grande Sampson e ha impiegato i suoi due RHIB da 11 metri (36 piedi) in 107 ore di operazioni. Una squadra della Mobile Diving and Salvage Unit One è stata imbarcata sulla nave, operando tre sistemi sonar a scansione laterale Tow Fish per cercare i relitti durante 78 ore su 12 miglia quadrate (16 miglia quadrate; 41 km2), il passivo AN / PQS-2A sonar per ascoltare i ping di una scatola nera durante 17 ore su 24 miglia quadrate (32 miglia quadrate; 82 km2) e un veicolo telecomandato per indagare sugli oggetti.
Il 13 maggio 2015 il ministero degli Esteri cinese ha inviato una denuncia agli Stati Uniti dopo che la USS Fort Worth ha effettuato il passaggio per la libertà di navigazione vicino alle isole Spratly rivendicate dalla Cina. Durante il suo dispiegamento nel Mar Cinese Meridionale, la USS Fort Worth ha incontrato diverse navi da guerra della Marina dell'Esercito popolare di liberazione, mettendo in pratica le nuove regole del Codice per gli incontri non pianificati in mare in modo "professionale".
Il 12 gennaio 2016, secondo una nota del servizio, è stato riferito che la USS Fort Worth è stata messa da parte nel porto di Singapore a tempo indeterminato a causa dei danni agli ingranaggi che azionano la nave, causati dal mancato utilizzo di olio lubrificante. Di conseguenza, il 28 marzo 2016, il CDR Michael Atwell, comandante dell'equipaggio 101 dell'LCS, è stato sollevato dal servizio ed è stato temporaneamente sostituito dal CDR Lex Walker, vice commodoro del Destroyer Squadron 7. La Marina ha dichiarato che il motivo della rimozione del CDR Atwell era "dovuto alla perdita di fiducia nella capacità di Atwell di comandare", derivante dai risultati iniziali nell'incidente che ha messo da parte la USS Fort Worth. Si stima che le riparazioni per la USS Fort Worth sarebbero costate tra i 20 e 30 milioni di dollari. Si temeva che la nave sarebbe dovuta rientrare da Singapore a San Diego in modo che potesse essere riparata durante la revisione programmata. Tuttavia, il 13 aprile 2016 l'USN ha annunciato che la USS Fort Worth sarebbe tornata a San Diego con le sue turbine a gas, con il viaggio previsto per l'estate 2016. Si prevedeva che la USS Fort Worth avrebbe impiegato 6 settimane per viaggiare da Singapore a San Diego con numerosi rifornimenti in corso e soste programmate lungo il percorso. Tuttavia, una valutazione successiva ha rilevato che il danno a Fort Worth era meno grave di quanto inizialmente previsto e i suoi motori sono stati riparati a Singapore entro la fine di luglio prima di tornare negli Stati Uniti per ulteriori riparazioni.
Nel febbraio 2020 è stato annunciato che la Marina intendeva ritirare la USS Fort Worth e la sua nave gemella USS Freedom rispettivamente dopo 8 e 12 anni di servizio. La disattivazione era prevista per il 31 marzo 2021 Ad aprile 2022, la nave è ancora attiva e in servizio e il Congresso ha impedito alla Marina di ritirarla nell'anno fiscale 2022.